# At (Unix)

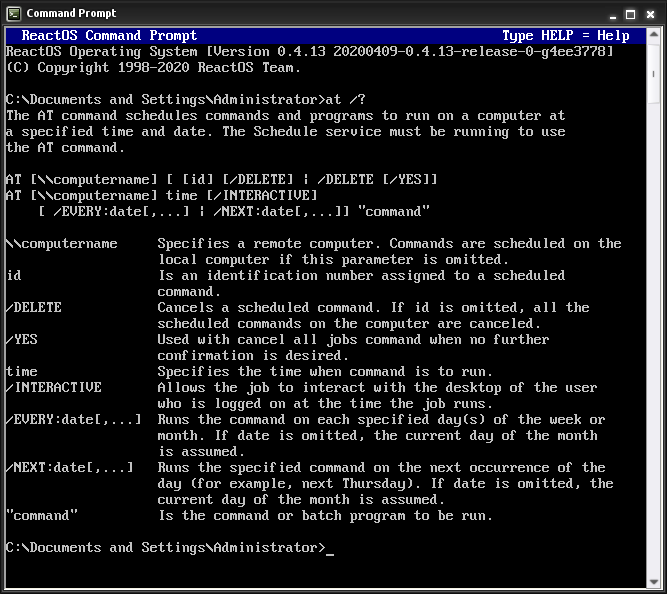
Comando at no ReactOS

Nos sistemas operativos unix o comando at é utilizado para agendar comandos a serem executados uma vez, numa determinada altura no futuro.